# Kowale Oleckie
Kowale Oleckie (deutsch Kowahlen, 1938–1945 Reimannswalde) ist ein Dorf im Powiat Olecki der Woiwodschaft Ermland-Masuren in Polen. Es ist Sitz der gleichnamigen Landgemeinde mit 4933 Einwohnern (Stand 31. Dezember 2020).

## Geographische Lage
Kowale Oleckie liegt im äußersten Osten der Woiwodschaft Ermland-Masuren zwischen den Kreisstädten Olecko (Marggrabowa) und Gołdap (Goldap). Der Ort berührt den südöstlichen Ausläufer der Wzgórza Szeskie (Seesker Höhe).

## Geschichte
Das Ortsgebiet des früheren Kowahlen gehörte seit dem Ende des 13. Jahrhunderts zum Deutschen Ordensstaat und war lange Zeit eine unbewohnte Wildnis. Die widrigen Bedingungen waren unattraktiv für deutsche Kolonisten, so dass das Gebiet erst spät von Süden her aus dem polnischen Masowien besiedelt wurde.
Im Jahre 1563 übergab Albrecht I. von Brandenburg-Ansbach dem Absolan Rymanów 1.008 Hektar Nadelwald als Lehen und erteilte ihm die Gerichtsbarkeit für dieses Gebiet. In diesem Landstrich entstand 1564 das Gut Chelchen (polnisch: Chełchy) und der Grundbesitz Kowahlen, der nach dem polnischen Siedler Jan Kowalewscy benannt wurde.
Im Jahre 1910 zählte Kowahlen 653 Einwohner.
Aufgrund der Bestimmungen des Versailler Vertrags stimmte die Bevölkerung im Abstimmungsgebiet Allenstein, zu dem Kowahlen gehörte, am 11. Juli 1920 über die weitere staatliche Zugehörigkeit zu Ostpreußen (und damit zu Deutschland) oder den Anschluss an Polen ab. In Kowahlen stimmten 418 Einwohner für den Verbleib bei Ostpreußen, auf Polen entfiel keine Stimme.
In den 1930er Jahren erlebte die Gemeinde und ihr Umland einen Aufschwung, als viele neue Betriebe eröffneten und neue Straßen gebaut wurden, die Einwohnerzahl stieg auf 1.126 (1933) bzw. 1.233 (1939). Im Zuge der Eindeutschung polnischer und litauischer Ortsnamen in Ostpreußen durch das NS-Regime wurde Kowahlen 1938 in Reimannswalde (nach Rymanów = Reimann) umbenannt.
Am 22./23. Januar 1945, gegen Ende des Zweiten Weltkrieges wurde der Ort von der Roten Armee eingenommen und als Kowale Oleckie ein Teil Polens. Heute ist er Sitz eines Schulzenamtes (sołectwo) und eine Ortschaft im Verbund der Landgemeinde Kowale Oleckie im Powiat Olecki, bis 1998 der Woiwodschaft Suwałki, seither der Woiwodschaft Ermland-Masuren zugehörig.

### Amtsbezirk Kowahlen/Reimannswalde
Zwischen 1874 und 1945 war Kowahlen Amtsdorf und damit namensgebend für einen Amtsbezirk, der – 1939 in „Amtsbezirk Reimannswalde“ umbenannt – zum Kreis Oletzko, 1933 bis 1945 „Landkreis Treuburg“, im Regierungsbezirk Gumbinnen der preußischen Provinz Ostpreußen gehörte. Ihm waren anfangs sieben, später noch vier Dörfer zugeordnet:
| Name             | Änderungsname 1938–1945  | Polnischer Name | Bemerkungen                       |
| ---------------- | ------------------------ | --------------- | --------------------------------- |
| Chelchen         | Vorbergen                | Chełchy         |                                   |
| Daniellen (Dorf) | Kleinreimannswalde       | Daniele         | später mit dem Gut zusammengelegt |
| Daniellen (Gut)  | Kleinreimannswalde       | Daniele         | 1928 nach Monethen eingemeindet   |
| Guhsen           |                          | Guzy            |                                   |
| Borrishof        | Borishof                 | Borysowo        | 1928 nach Kowahlen eingemeindet   |
| Kowahlen         | Reimannswalde            | Kowale Oleckie  |                                   |
| Seesken          | Seesken, Ksp. Schareyken | Szeszki         |                                   |

## Religionen

### Evangelisch
Evangelischerseits ist weder Kowahlen noch Kowale Oleckie ein Kirchdorf gewesen. Bis 1945 war der Ort in das Kirchspiel der Kirche zu Schareyken (1938 bis 1945: Schareiken, polnisch: Szarejki) eingegliedert und gehörte so zum Kirchenkreis Oletzko/Treuburg in der Kirchenprovinz Ostpreußen der Kirche der Altpreußischen Union. Seit 1945 sind die evangelischen Einwohner zur Kirchengemeinde in Gołdap hin orientiert, einer Filialgemeinde von Suwałki in der Diözese Masuren der Evangelisch-Augsburgischen Kirche in Polen.

### Katholisch

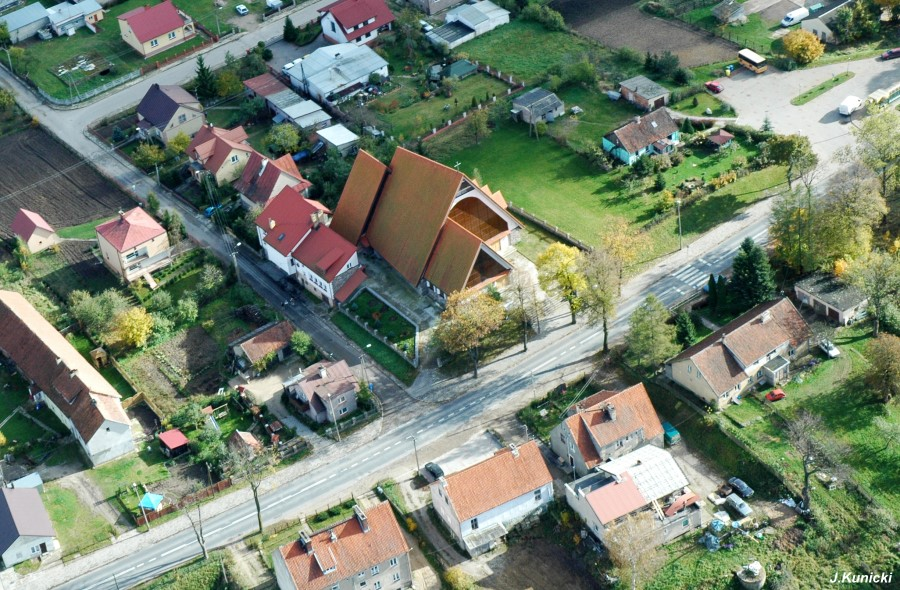
Luftbild – mit Blick auf die Kirche in Kowale Oleckie

Vor 1945 waren die römisch-katholischen Kirchenglieder der Pfarrgemeinde in Marggrabowa (1928 bis 1945: Treuburg, polnisch: Olecko) im Bistum Ermland zugeordnet. Seit 1962 besteht in Kowale Olecko eine eigene Pfarrei, die den Namen Parafia św. Jana Chrzciciela (Johannes der Täufer) trägt. In den Jahren 1984 bis 1989 wurde hier eine eigene Kirche errichtet, die am 14. Juni 1989 durch Bischof Edmund Piszcz geweiht wurde. Die Pfarrgemeinde ist dem Dekanat Olecko-Niepokalanego Poczęcia Najświętszej Maryi Panny zugeordnet, das zum Bistum Ełk der Katholischen Kirche in Polen gehört.
Zur Pfarrei Kowale Oleckie gehören außer Drozdowo (Drosdowen, 1938 bis 1945 Drosten) mit eigener Kirche noch die Orte: Chełchy (Chelchen, 1938 bis 1945 Vorbergen), Daniele (Daniellen, 1938 bis 1945 Kleinreimannswalde), Drozdówko (Salzwedel), Guzy (Guhsen), Kowale Oleckie, Kucze (Kutzen), Lakiele (Lakellen, 1938 bis 1945 Schönhofen) und Szeszki (Seesken).

## Gemeinde
Zur Landgemeinde (gmina wiejska) Kowale Oleckie mit einer Fläche von 251,6 km² gehören das Dorf selbst und 25 weitere Dörfer mit Schulzenämtern (sołectwa).

## Verkehr

### Straßen
Kowale Oleckie liegt verkehrsgünstig an der bedeutenden Nord-Süd-Achse, der Landesstraße 65 (einstige deutsche Reichsstraße 132), die die polnisch-russische Staatsgrenze bei Gołdap mit der polnisch-belarussischen Grenze nahe Białystok verbindet. In Kowale Oleckie endet die Woiwodschaftsstraße 652 (Reichsstraße 137), die aus der Woiwodschaft Podlachien von Suwałki nach hier führt.

#### Schienen
Bis 1993 war Kowale Oleckie Bahnstation an der Bahnstrecke Ełk–Tschernjachowsk (Lyck–Insterburg), die jedoch seit 1993 nicht mehr betrieben wird. Bahnanbindung besteht heute über den Bahnhof in Ełk.